# نهج‌السعاده فی مستدرک نهج‌البلاغه
نهج‌السعاده فی مستدرک نهج‌البلاغه نام کتابی از محمدباقر محمودی (متوفی ۱۳۸۵ خورشیدی) است که با هدف تکمیل نهج‌البلاغه و استدراک بر آن در قالب مجموعه‌ای ۱۴ جلدی به زبان عربی منتشر گردید و موفق شد در سال ۱۳۷۷به عنوان کتاب سال جمهوری اسلامی ایران برگزیده شود. مرتضی مطهری در کتاب سیری در نهج‌البلاغه این اثر را مورد تمجید قرار داده‌است.

## انگیزه تألیف
محمدباقر محمودی در مصاحبه‌ای انگیزه خود نسبت به نگارش این کتاب را چنین بیان می‌کند:
من به خاطر علاقه‌ای که به اهل بیت علیهم السلام و به خصوص به آقا امیرالمؤمنین (ع) دارم، عمده مطالعاتم پیرامون تفسیر قرآن، روایات و زندگی اهل‌بیت (ع) است. در مطالعات خود با بعضی از گفته‌های مخالفین نهج‌البلاغه مواجه شدم و از آن شدیداً متأثر گردیدم. مدتی در این اندیشه بودم که چگونه میی‌توان این اشکالات را پاسخ داد، تا اینکه در کربلای معلاّ آقازاده آقامیرزا مهدی شیرازی (ره) را زیارت کردم و با دوستانی که در درس حاج یوسف خراسانی شرکت می‌کردند، قرار گذاشتیم که صبح‌ها کتاب بحارالانوار را مباحثه کنیم. هرکس هر روز یک صفحه می‌خواند و معنا می‌کرد. پس از مطالعه، دیدم که مرحوم مجلسی در بحارالانوار برخی از کلمات نهج‌البلاغه، چه خطبه‌ها و چه نامه‌ها و چه کلمات قصار، را از مصادر متعدد و گاهی به اسانید متعدد نقل کرده‌است. با توجه به شناختی که از احادیث بحارالانوار پیدا کردم، دیدم که جمع‌آوری مطالبی را که مرحوم مجلسی در بحار از امام علی (ع) نقل می‌کند و ضمیمه کردن آن به نهج‌البلاغه، میی‌تواند راهی مناسب برای پاسخ به معاندان و مخالفان نهج‌البلاغه باشد. هدف ما این بود که شواهد و اسانید موجود، ضمیمه نهج‌البلاغه شود تا مصادر و اسانید آن مشخص گردد. بر این اساس شروع به جمع‌آوری مصادر نهج‌البلاغة کردم،

## ساختار
کتاب حاضر در چهارده جلد و شش باب کلی تألیف شده‌است که آن‌ها عبارتند از:
- باب اول: خطبه‌ها
- باب دوم: نامه‌ها
- باب سوم:
- باب چهارم: وصایا (توصیه‌ها)
- باب پنجم: حکمت‌ها و کلمات قصار
- باب ششم: اشعار منسوب به علی بن ابی‌طالب[۷][۸]

محمودی این مجموعه را همانند کتاب وسائل الشیعه و بحارالانوار با ترتیب موضوعی خاصی به رشته تحریر درآورده. همچنین وی سخنان علی بن ابی‌طالب را با توجه به ترتیب تاریخی و زمانی (و لو حدسی) در این کتاب آورده، در انتهای هر قسمت هم سخنانی را که زمان آن مشخص نیست آورده‌است.